# NGC 2749
NGC 2749 je galaksija u zviježđu Raku.

## Vanjske poveznice
- SEDS: NGC 2749